# Nicolò Rovella
Nicolò Rovella (Segrate, 4 december 2001) is een Italiaans voetballer die doorgaans als defensieve middenvelder speelt. Hij verruilde Genoa CFC in januari 2021 voor Juventus.

## Clubcarrière
Rovella speelde in de jeugd van Accademia Inter en Alcione Milano en werd in 2017 opgenomen in de jeugdopleiding van Genoa CFC. Hiervoor debuteerde hij op 3 december 2019 in het eerste elftal, tijdens een wedstrijd in de Coppa Italia tegen Ascoli. Hij speelde op 21 december 2019 zijn eerste wedstrijd in de Serie A, tegen Internazionale. Rovella had er elf speelronden voor Genoa opzitten toen hij in januari 2021 een contract tekende bij Juventus. Hij kwam daarna nog wel anderhalf seizoen op huurbasis uit voor zijn oude club. Rovella degradeerde zo in 2021/22 met Genoa naar de Serie B. Daar ging hij zelf niet in spelen, want Juventus verhuurde hem gedurende 2022/23 aan Monza en in augustus 2023 voor twee jaar aan SS Lazio.

## Interlandcarrière
Rovella speelde in vrijwel alle Italiaanse nationale jeugdselecties. Hij bereikte met Italië –17 de finale van het het EK –17 van 2018 en maakte deel uit van Italië –21 op zowel het EK –21 van 2021 als het EK –21 van 2023.